# Prionolabis munda
Prionolabis munda är en tvåvingeart som först beskrevs av Osten Sacken 1869.  Prionolabis munda ingår i släktet Prionolabis och familjen småharkrankar. Inga underarter finns listade i Catalogue of Life.